# Davide Carazzi

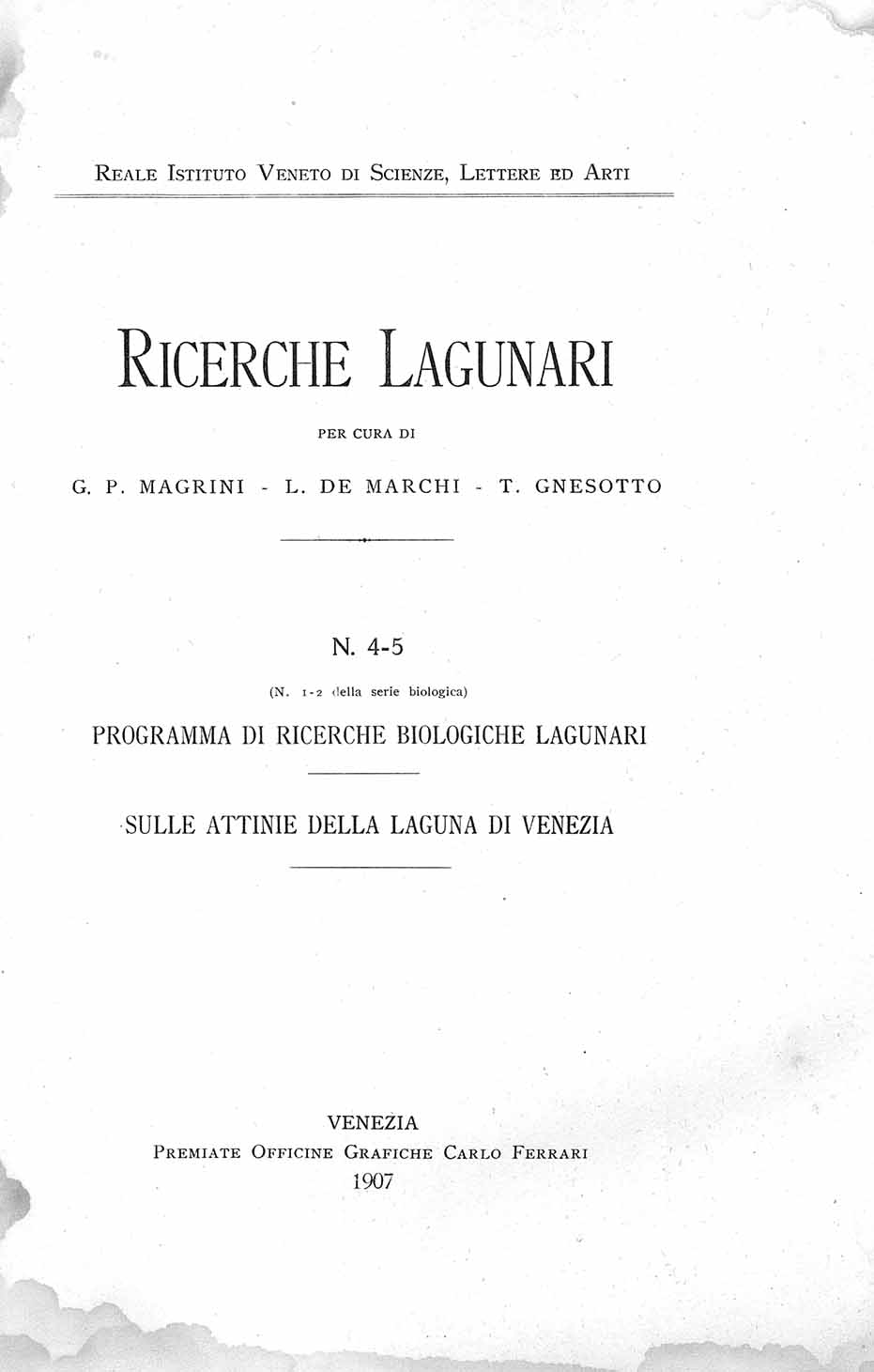
Programma di ricerche biologiche lagunari, 1907

Davide Carazzi (Verona, 1858 – Firenze, 1923) è stato un biologo italiano.

## Biografia
Davide Carazzi nacque a Verona nel 1858. Si laureò in scienze matematiche e fisiche a Padova nel 1883 ed ebbe modo di approfondire la tecnica istologica lavorando su molluschi marini. 
A Napoli, sino al 1902 presso la stazione zoologica, produsse gli studi sull’embriologia. Carazzi pubblicò Manuale di tecnica microscopica (1899) ed effettuò ricerche sul plancton e studi sulla bachicoltura con alcuni allievi. Si impegnò anche sul fronte dell’evoluzionismo come parassitologo animale pubblicando la monografia Parassitologia animale (1913) e trattò anche il problema malarico nel manuale La lotta antimalarica in Italia (1922). Fu socio della Società dei Naturalisti in Napoli. 
Davide Carazzi ottenne la docenza in zoologia degli invertebrati presso l'Università di Firenze, nel 1918
Fondò la rivista Rassegna delle Scienze Biologiche, a Firenze dal 1919 al 1923. Morì nel 1923.

## Opere
- Programma di ricerche biologiche lagunari, vol. 44291, Venezia, Officine grafiche Carlo Ferrari, 1907.
- Materiali per una avifauna del Golfo di Spezia e della Val di Magra / Monografia, 1887
- La breccia ossifera del Monte Rocchetta (Golfo di Spezia) / nota del Prof. Davide Carazzi. -Fa parte di: Bollettino del R. Comitato geologico d'Italia
- Cenni sulla fondazione del Museo civico di Spezia e sulle sue collezioni

- Avanzi animali ritrovati negli scavi per i lavori del R. Arsenale della Spezia / Genova : Tip. Angelo Ciminago, 1893. - 7 p., 1 c. di tav. ; 25 cm (Monografia)